# Język galijski
Język galijski – zespół wymarłych dialektów celtyckich, używanych od VI wieku p.n.e. najdalej do V wieku n.e. na terenie współczesnej Francji, Szwajcarii i północnych Włoch. Wedle dzisiejszego stanu wiedzy jest to najlepiej poznany z kontynentalnych języków celtyckich. Galijski jest poświadczony bezpośrednio przez ponad 800 inskrypcji z różnych epok (gallogreckie, galloetruskie, gallołacińskie) i znaczny zbiór danych onomastycznych (zarówno antroponimicznych, jak i toponimicznych), a pośrednio przez zapożyczenia w językach romańskich (głównie we francuskim i oksytańskim), glosy i wzmianki u autorów rzymskich. Po podboju Galii przez Rzymian galijski stopniowo tracił na znaczeniu, wywierając jednak pewien wpływ na lokalne warianty łaciny i stając się tym samym substratem językowym dla francuszczyzny.
Galijski był językiem fleksyjnym o dosyć swobodnym szyku wyrazów w zdaniu. Większość tekstów galijskich jest krótka; są to często jednozdaniowe dedykacje, epitafia czy podpisy. Dłuższe inskrypcje mają charakter religijno-magiczny – do najważniejszych należy lunisolarny kalendarz z Coligny oraz tabliczki złorzeczące odnalezione w L’Hospitalet-du-Larzac i Chamalières. Ubogość materiału źródłowego nie pozwala na pełne zbadanie historii języka ani kompletną rekonstrukcję gramatyki, a tłumaczenie z niego opiera się w dużej mierze na wykorzystaniu językoznawczej metody porównawczej. Stosunkowo niewiele inskrypcji w tym i innych językach kontynentalnych utrudnia także badanie ich wzajemnych relacji, jak również stosunku do nadal używanych języków wyspiarskich i tym samym ustalenie drzewa językowego dla grupy celtyckiej.
Wyginięcie języka wiąże się z postępującą romanizacją populacji galijskojęzycznej.

## Klasyfikacja i spokrewnione języki
Wyspiarskie języki celtyckie postrzega się zazwyczaj jako jedną grupę językową, w której występują wspólne innowacje, chociaż dzieli się je na różne sposoby w zależności od przyjętych kryteriów. Do tych systemów klasyfikacyjnych trudno jest dopasować języki używane dawniej na kontynencie, dlatego określenie „kontynentalne” odnosi się przede wszystkim do ich geograficznej dystrybucji, a nie wspólnych dla nich cech. Problemy natury systematycznej mają swoje źródło w znacznym odstępie czasowym pomiędzy najmłodszymi poświadczeniami języków z kontynentu a najstarszymi tekstami z wysp (ostatnie odnalezione inskrypcje galijskie pochodzą z II–III wieku n.e.; pierwsze inskrypcje prairlandzkie pochodzą z wieku VI), jak również we wciąż niedostatecznej ilości materiału źródłowego, dzięki któremu możliwe byłoby zbadanie wzajemnych zależności między celtyckimi dialektami kontynentu i ich związku z językami wyspiarskimi. Niektóre wczesne teorie są odrzucane wraz z nowymi odkryciami. Lambert postuluje np. bliższe związki galijskiego z grupą brytańską na podstawie ewolucji praceltyckiego fonemu *kʷ, którego kontynuantem miałyby być w obu przypadkach zwarte spółgłoski dwuwargowe (/p/, /b/), chociaż w tekstach można odnaleźć dowody zarówno na taki rozwój rzeczonego fonemu, jak i jego zachowanie, a także uproszczenie do spółgłoski miękkopodniebiennej, podobnie jak w języku irlandzkim.
Język bretoński, mimo że używa się go obecnie w Bretanii – a więc na kontynencie – nie jest zaliczany do kontynentalnych języków celtyckich ze względów historycznych: mowa ta pojawiła się w regionie za sprawą osadników z zachodniej Brytanii w V wieku. Nie jest znany stosunek języka galijskiego do dialektów noryjskich, poświadczonych tylko w dwóch inskrypcjach (Ptuj, 1894; Grafenstein, 1977), choć najpewniej są one genetycznie bliskie. Podobnie rzecz ma się z językiem galatyjskim, który dzieli z galijskim wiele cech, ale jest odległy geograficznie (używany był w Azji Mniejszej). Język celtyberyjski i inne celtyckie dialekty Półwyspu Iberyjskiego najprawdopodobniej stanowiły odrębny od galijskiego system, ponieważ wykazują archaiczne cechy, takie jak odmienna partykuła dołączana do orzeczenia w zdaniu podrzędnym i utrzymanie labializowanej spółgłoski miękkopodniebiennej /kʷ/. Brak szerokich korpusów zachowanych tekstów uniemożliwia jednak szersze badania dialektologiczne, a nazwy język galijski używa się stosunkowo często jako zbiorczego określenia na wszystkie nieiberyjskie antyczne języki celtyckie używane w Europie i Azji Mniejszej.

## Historia

### Periodyzacja
Pierwotny zasięg kultury halsztackiej i lateńskiej
     Zasięg języka luzytańskiego o nieokreślonej przynależności genetycznej
     Maksymalny zasięg języków celtyckich w Europie i Azji Mniejszej
     Zasięg języków celtyckich w średniowieczu
     Współczesny zasięg języków celtyckich

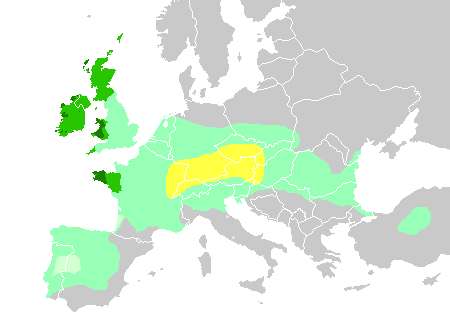
Maksymalny i współczesny zasięg języków celtyckich
Pierwotny zasięg kultury halsztackiej i lateńskiej
Zasięg języka luzytańskiego o nieokreślonej przynależności genetycznej
Maksymalny zasięg języków celtyckich w Europie i Azji Mniejszej
Zasięg języków celtyckich w średniowieczu
Współczesny zasięg języków celtyckich

Chociaż galijski poświadczony jest na przestrzeni blisko 750 lat na dużym obszarze, obejmującym przede wszystkim współczesną Francję, Szwajcarię i Włochy, z powodu niedostatecznej liczby źródeł pisanych jego periodyzacją zajęto się stosunkowo późno. Pierwszy model opracował Pierre-Yves Lambert: podzielił historię tej mowy na dobę starszą i młodszą. David Stifter uzupełnił ten obraz o dobę średnią. Doba starsza obejmuje teksty poświadczone najpóźniej w I wieku p.n.e. – zapisywane przede wszystkim wariantem alfabetu etruskiego (tzw, „alfabet z Lugano”) i alfabetem greckim. Doba średnia rozpoczyna się wraz z narodzinami chrześcijaństwa i dobiega końca w II-III w. n.e. Wszystkie galijskie inskrypcje z tej epoki są już zapisywane alfabetem łacińskim. Na podstawie analizy zachowanych tekstów można wyciągnąć wniosek, że istniał wtedy pewien społeczny konsens co do ortografii tego języka. Świadczy o tym konsekwentne stosowanie liter χ, θ oraz δ – zapożyczonych z alfabetu greckiego – do oznaczania dźwięków niewystępujących w łacinie. Z doby młodszej, która dobiega końca mniej więcej w połowie pierwszego tysiąclecia, zachowało się znacznie mniej źródeł bezpośrednich, jednak żywotność języka poświadcza zarówno odnaleziony do tej pory materiał, ukazujący rozległe i konsekwentne zmiany w fonetyce i morfologii, jak i źródła pośrednie.

### Źródła

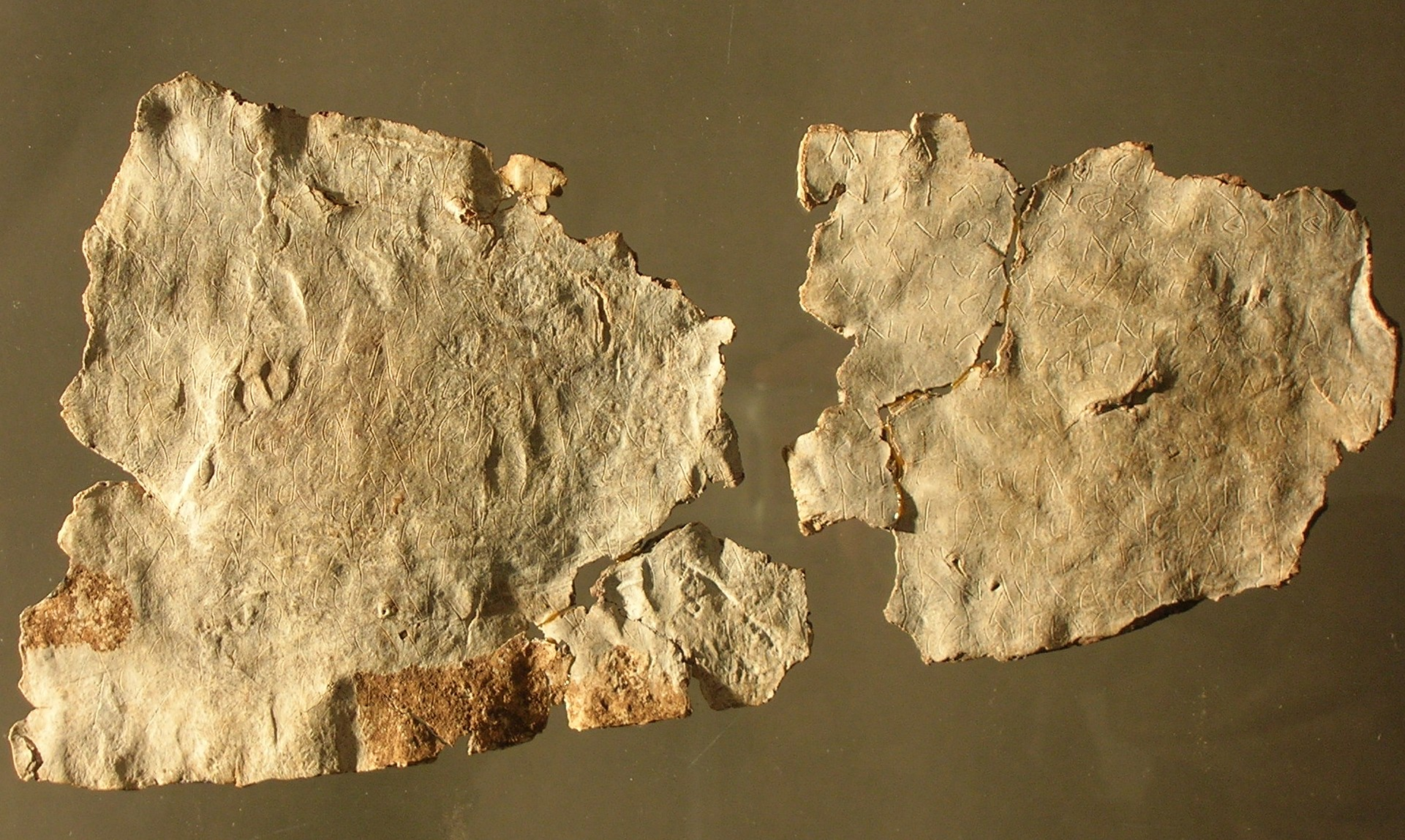
Tabliczka złorzecząca odnaleziona w L’Hospitalet-du-Larzac, ok. 100 n.e.

Język galijski poświadczony jest zarówno bezpośrednio – w różnego rodzaju inskrypcjach, znajdowanych przez archeologów na terenie Francji, Szwajcarii i Włoch – jak i pośrednio, dzięki zapisom w dokumentach i literaturze rzymskiej, a także analizie porównawczej niełacińskiego słownictwa francuskiego ze słownictwem obecnym w językach celtyckich.
Korpus tekstów galijskich obejmuje ponad 800 pozycji, z których większość zebrana została w wydanym w latach 1984–2003 pięciotomowym opracowaniu Recueil des inscriptions gauloises (RIG). Inskrypcje zawarte w RIG-u są w większości krótkie: to głównie dedykacje, epitafia, podpisy, wyrazy uczuć itp. Pośród niewielu dłuższych tekstów najważniejsze są te o charakterze magicznym, przede wszystkim kalendarz z Coligny (odn. 1897, Coligny) i tabliczki złorzeczące (łac. defixiones): z Larzac (odn. 1983, L’Hospitalet-du-Larzac) i z Chamalières (odn. 1973, Chamalières), które dostarczyły dużo wiedzy nie tylko o samym języku, ale także o kulturze Galów. RIG nie uwzględnia późniejszych odkryć, np. dwóch tabliczek złorzeczących odnalezionych w Chartres w 2010. Wiele tekstów galijskich zachowało się tylko fragmentarycznie, a ich tłumaczenie jest bardzo trudne, jeśli nie niemożliwe . W procesie odcyfrowywania inskrypcji istotne są glosy, ale także analiza porównawcza z innymi językami celtyckimi i indoeuropejskimi. Najstarsze teksty pochodzą z III w. p.n.e. i spisane są w alfabecie etruskim, najmłodsze zaś, spisane łacinką, z III wieku n.e.
O Galach i ich języku wspominają autorzy rzymscy. Najwcześniejsza jest wzmianka w przypisywanym Wergiliuszowi Cataleptonie z I wieku p.n.e., z którego zaczerpnięto także nazwę litery tau gallicum (por. „Historia wewnętrzna”, poniżej). Język galijski jest także wspomniany kilkukrotnie przez Juliusza Cezara w jego Wojnie galijskiej. Z istotnych źródeł późniejszych wymienia się przede wszystkim Historię rzymską Kasjusza Diona (207-229), w której stwierdza on, że Galowie przed- i zaalpejscy mówili tym samym, odmiennym od łaciny językiem oraz komentarz Św. Hieronima do Listu do Galatów (386/387), w którym zwraca uwagę, że galijskie plemię Trewerów mówiło językiem podobnym do mowy Galatów, a nie łaciną. Oprócz informacji o języku do współczesności przetrwały także listy słów i glosariusze, jak Glosariusz Endlichera, nie jest jednak jasne, czy ich powstanie było umotywowane chęcią udokumentowania wówczas aktualnego stanu rzeczy, czy wynikało z potrzeby archiwizowania czy ochrony przed zapomnieniem.
Słownictwo galijskie było zapożyczane przez łacinę i przetrwało także w języku francuskim, a także, w znacznie mniejszym stopniu, w niemieckim. Szacuje się, że około 400 francuskich wyrazów (wliczając regionalizmy i dialektyzmy) ma pochodzenie galijskie. Kilkanaście galizmów w południowych dialektach niemieckich postuluje Matasović . Niektóre galizmy zostały zapożyczone nie tylko przez galijski wariant łaciny ludowej, ale rozprzestrzeniły się na szerszym obszarze. Do takich wyrazów należą CERVISIA „piwo” (fr. cervoise, hiszp. cerveza, kat. cervesa, wł. cervogia) i * CAMMĪNU „droga” (fr. chemin, hiszp. camino, kat. camí, port. caminho).
Ponadto do dziś funkcjonują także nazwy własne derywowane z języka galijskiego, takie jak np. Ardeny, Besançon, Bonn, Bourges, Lyon, Maine, Owernia czy Ren.

### Historia wewnętrzna
Język galijski wywodzi się z języka praceltyckiego, a ten – z języka praindoeuropejskiego. Wyróżnia się dwa główne zespoły dialektalne: przedalpejski, którego najwcześniejszą postacią jest lepontyjski, oraz zaalpejski. Obserwacje w zakresie składni i morfologii pozwalają obecnie na stwierdzenie, że był to jeden język.
Inskrypcje zaalpejskie są datowane na okres późniejszy i z tego tytułu wykazują więcej innowacji. Zmianie ulega bazowy szyk wyrazów w zdaniu – w najstarszych tekstach lepontyjskich jest to podmiot-dopełnienie-orzeczenie, podczas gdy w młodszych już podmiot-orzeczenie-dopełnienie. Rozwinięta fleksja pozwala jednak na pewną dowolność w kolejności elementów w zdaniu, a typowy dla wyspiarskich języków celtyckich szyk orzeczenie-podmiot-dopełnienie występuje bardzo rzadko, głównie w sytuacjach, gdy z orzeczeniem związany jest enklityczny zaimek dopełnienia lub partykuła wprowadzająca zdanie podrzędne (tzw. „ograniczenie Vendryesa”).
Galijski jest morfologicznie szczególnie zachowawczy w zakresie fleksji imiennej, przede wszystkim zaś w odmianie samego rzeczownika. Miał siedem przypadków: mianownik, dopełniacz, celownik, biernik, narzędnik, miejscownik oraz wołacz. Długi okres poświadczenia języka pozwala zaobserwować kilka innowacji, z czego najwcześniejszą jest podmiana pie. formy mianownika liczby mnogiej o-tematów *-ōs na zaimkową -oi (później -ī). Częściowo zlały się odmiany ā- i i-tematowe. W dalszych epokach, w miarę ustalania się bardziej restrykcyjnego szyku zdania, niektóre końcówki ulegały stopniowej erozji i synkretyzmowi. Większość zaimków poświadczona jest wyłącznie fragmentarycznie. Zaimki wskazujące wywodzą się z pie. form *só, *séh, *tód; podobnie jak w celtyberyjskim, upowszechniły się przez analogię formy z nagłosowym s- (a nie t-, jak np. w językach słowiańskich, por. pol. ten, ta, to), występują także zaimki z reduplikacją pierwszej sylaby sosin, sosio. Natura tekstów galijskich sprawia, że bardzo słabo znany jest system zaimków osobowych. Zidentyfikowano klityczne zaimki w bierniku, także w formach przypominających znane z języków wyspiarskich odmienne przyimki (np. ris-suis „do was” – strirl. rib „ts.”) oraz zaimki dzierżawcze (i)mon i to.
Chociaż form czasownikowych poświadczonych jest niewiele, materiał źródłowy pozwala na zaobserwowanie pewnych tendencji rozwojowych. Najważniejszą innowacją jest generalizacja -t, dawnej końcówki 3.os.l.poj. imperfektu, jako wykładnika czasu przeszłego w całym paradygmacie. Nowe formy nazwano „słabymi” przez analogię do podobnego zjawiska znanego z języków germańskich. Również starsze formy tzw. s-preteritum, odziedziczonego ze stanu praceltyckiego, uległy modyfikacji, aby uniknąć homofonii form 2. i 3.os.l.poj. – do form 3.os. dodana została klityczna forma zaimka osobowego (legas-it). Stopniowe zlewanie się obu czasów przeszłych doprowadziło do wykształcania się prefiksów oznaczających aspekt. Podobne dołączanie zaimka występowało sporadycznie także z czasownikami w 1.os. czasu teraźniejszego; zasugerowano, że mogą to być formy zwrotne (np. uediíumi „modlę się” z inskrypcji z Chamalières). Obecność form kontynuujących tryb łączący z tematyczną samogłoską -ā- (lubijas, axat) jest poza językami celtyckimi poświadczona tylko w językach italskich, bałtosłowiańskich i tocharskich, stanowiąc morfologiczny archaizm na skalę indo-europejską.

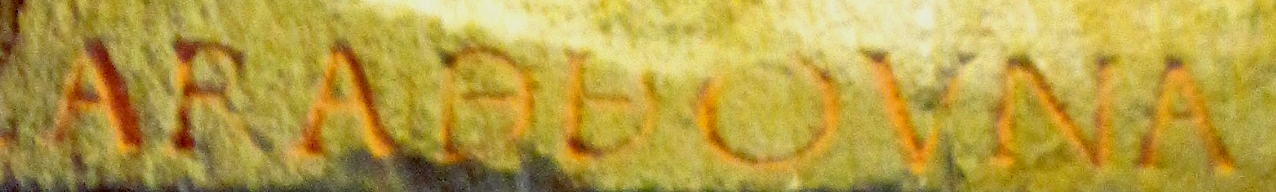
Podwójne tau gallicum w inskrypcji galijskiej

Zmiany fonologiczne są trudne do opisania zarówno ze względu na niewielki korpus inskrypcji , jak i różnice w zapisie, wynikające ze zróżnicowania dialektalnego i braku standardu ortograficznego. Na podstawie odkrytego materiału można sformułować jednak kilka praw fonetycznych. Najważniejsze to przejście praceltyckiego fonemu * kʷ w spółgłoskę /p/, stawiające galijski w szeregu z grupą brytańską, a więc w opozycji do języków goidelskich. Od reguły występuje kilka wyjątków, szczególnie we wczesnych inskrypcjach z terenu dzisiejszych Włoch (kualui < pcelt. *kʷal-), a także późniejszych, szczególnie w pozycji wygłosowej (etic < pcelt. *eti-kʷe). Istotną cechą galijskiego jest obecność fonemu o bliżej nieustalonej wartości, nazywanego, od często używanej do jego oznaczania litery δ, tau gallicum. Wywodzi się on najczęściej ze zbitek spółgłoskowych *st, *Ds i *Dt, odpowiadając tym samym /s/ < *ss w wyspiarskich celtyckich (pie. *med-tu > pcelt. *messu > gal. meδδu-, strirl. mess), jednak może się też pojawić w miejscu wzdłużonego s (pie. *meh1ns > pcelt. *mīns > * gal. meδ), a także, wtórnie, w miejsce silniej wymawianego (a więc niepoddanego lenicji) międzysamogłoskowego s. Lenicja spółgłosek w pozycji międzysamogłoskowej musiała być procesem aktywnym, o czym świadczy różny, czasem w obrębie jednego tekstu, zapis etymologicznie tożsamych dźwięków. Podobnie jak w przypadku pozostałych kontynentalnych języków celtyckich brak jest przesłanek świadczących o tym, jakoby w języku galijskim występowały mutacje nagłosowe, obecne w każdym z języków wyspiarskich .

## Fonologia
Badanie fonologii galijskiej opiera się na analizie tekstu i porównaniach z innymi językami celtyckimi, a w dalszej perspektywie – innymi indoeuropejskimi. Jako że poszczególne inskrypcje pochodzą z różnych epok, trudno jest ustalić synchroniczny inwentarz fonemiczny. Przedstawione niżej opracowanie jest zbiorcze, tzn. przedstawia syntezę poczynionych rekonstrukcji za Eską.

### Samogłoski i dyftongi
|             | przednie | centralne | tylne |
| ----------- | -------- | --------- | ----- |
| przymknięte | i ː      |           | u ː   |
| średnie     | e ː      |           | o ː   |
| otwarte     |          | a ː       |       |

| Wygłos przedni | Wygłos tylny |
| -------------- | ------------ |
| ai             | au           |
| ei             | eu           |
| oi             | ou           |

O obecności opozycji iloczasowej świadczy konsekwentny podwójny zapis samogłosek w inskrypcjach. O ile system monoftongów jest stosunkowo stabilny – pojawiają się sporadyczne przypadki neutralizacji samogłoski w wygłosie (np. pcelt. *φari- > gal. are- „przed-”) – o tyle dyftongi ulegają różnym monoftongizacjom z towarzyszącym wzdłużeniem zastępczym: ai przechodzi w długie ī, eu zlewa się z ou, po czym upraszcza się do długiego ō. Dyftongi te pojawiają się ponownie, podobnie jak ei, w późniejszych stadiach rozwoju języka, wskutek wypadnięcia międzysamogłoskowych p i b.

### Spółgłoski
|             |              | dwu- wargowe | dziąsłowe | podnie- bienne | wargowo- miękkopod. |
| ----------- | ------------ | ------------ | --------- | -------------- | ------------------- |
| zwarte      | bezdźwięczne | p            | t         | k              | kʷ                  |
| zwarte      | dźwięczne    | b            | d         | g              |                     |
| nosowe      | nosowe       | m            | n         |                |                     |
| szczelinowe | szczelinowe  |              | s         |                |                     |
| boczne      | boczne       |              | l         |                |                     |
| drżące      | drżące       |              | r         |                |                     |
| półotwarte  | półotwarte   |              |           | j              | w                   |

Spółgłoska /kʷ/ pojawia się wyłącznie w najstarszych inskrypcjach i ewoluuje w /p/, uzupełniając odziedziczoną jeszcze ze stanu praceltyckiego lukę. W tabeli nie zawarto tau gallicum, ponieważ wśród naukowców nie ma konsensu co do jej wymowy – najczęściej przyjmuje się [ts], ale wśród innych sugestii wymienia się także [tθ], [θ], [θ̲], [θs] i [tʰ]. [x] było allofonem /k/ i /g/ przed /t/ i /s/. Zarówno dźwięczne, jak i bezdźwięczne spółgłoski zwarte musiały mieć realizację słabą – stąd ich częste mieszanie w zapisie. Prawdopodobne jest występowanie lenicji spółgłosek zwartych i /s/ w pozycji międzysamogłoskowej, wyjaśniającej m.in. zapis tego samego słowa na dwa sposoby w inskrypcji z Chamalières (luge – luxe [luɣe]), zapis spójnika etic „i” jako eδδic w późniejszych tekstach czy zanik s w galijskim kontynuancie pcelt. *swesūr, suiorebe.

### Akcent
Miejsce padania akcentu w języku galijskim jest nieznane, chociaż badanie ewolucji toponimów pochodzenia galijskiego zachowanych na terenie Francji pozwala stwierdzić, że akcent wyrazowy był ruchomy i nie padał na ostatnią sylabę. Jako że rozwój samogłosek w języku francuskim uzależniony jest od akcentu, możliwe jest stwierdzenie, że galijski akcent był proparoksytoniczny bądź paroksytoniczny. Świadczą o tym następujące pary toponimów:
Bituriges → Bourges (proparoksyt.), Berry (paroksyt.)
Condate → Condes (proparoksyt.), Condé (paroksyt.)
Nemausus → Nîmes (proparoksyt.), Nemours (paroksyt.)
Redones → Rennes (proparoksyt.), Redon (paroksyt.)

## Morfologia

### Odmiana w grupie imiennej
Na podstawie odnalezionych inskrypcji nie jest możliwa pełna rekonstrukcja paradygmatów odmiany w grupie imiennej. Galijskie rzeczowniki i przymiotniki odmieniały się przez siedem przypadków (mianownik, dopełniacz, celownik, biernik, narzędnik, miejscownik oraz wołacz) i dwie liczby (pojedyncza i mnoga, z potencjalnymi pozostałościami liczby podwójnej zidentyfikowanymi w legendach monet). Jak wspomniano powyżej, system był stosunkowo zachowawczy. Podobnie jednak jak w przypadku fonologii, poniższe opracowanie również ma charakter zbiorczy. Kolejność morfemów fleksyjnych w tabeli jest chronologiczna, znakiem zapytania oznaczono identyfikację niepewną, a literą „L” formy poświadczone wyłącznie w inskrypcjach lepontyjskich.
|                     | ā-tematowa              | o-tematowa          | i-tematowa        | u-tematowa        | n-tematowa        | r-tematowa        | spółgłosko- tematowa |
| Liczba pojedyncza   | Liczba pojedyncza       | Liczba pojedyncza   | Liczba pojedyncza | Liczba pojedyncza | Liczba pojedyncza | Liczba pojedyncza | Liczba pojedyncza    |
| ------------------- | ----------------------- | ------------------- | ----------------- | ----------------- | ----------------- | ----------------- | -------------------- |
| mianownik           | -a                      | -os, -o             | -is               | -us               | -u                | -ir               | -s                   |
| mianownik- -biernik |                         | -omL, -on           | -e?               | -u                | -an               |                   |                      |
| dopełniacz          | -as, -ias               | -oisoL, -i          | -ios?             |                   |                   |                   | -os                  |
| celownik            | -ai, -i                 | -ui, -u             | -ei?L, -i         | -ou               | -oneiL, -oniL     |                   | -i                   |
| biernik             | -amL, -an, -em -en, -im | -om, -on            | -in               |                   |                   | -erem             |                      |
| narzędnik           | -ia                     | -u                  |                   |                   |                   |                   |                      |
| miejscownik         |                         | -e                  |                   |                   |                   |                   |                      |
| wołacz              | -a                      | -e                  |                   |                   |                   |                   |                      |
| Liczba podwójna     |                         |                     |                   |                   |                   |                   |                      |
| mianownik- -biernik |                         | -o                  |                   |                   |                   |                   |                      |
| Liczba mnoga        |                         |                     |                   |                   |                   |                   |                      |
| mianownik           | -as                     | -oi, -i             | -is               | -oues             | -onesL            |                   | -es                  |
| mianownik- -biernik |                         | -a                  |                   |                   |                   |                   |                      |
| dopełniacz          | -anom                   | -on                 | -iom              |                   |                   | -ron              |                      |
| celownik            | -abo, -abi?             | -oPosL, -obo, -obe? |                   |                   | -onePosL          | -rebo, rebe?      | -bi                  |
| biernik             | -as                     | -os, -us            |                   |                   |                   |                   | -esL                 |
| narzędnik           | -abi?                   | -obe?               |                   |                   |                   | -rebe?            |                      |

W inskrypcjach z Larzac i Chamalières obserwuje się redukcję końcówek biernikowych w bierniku liczby pojedynczej. W dobie średniej i późnej pojawiają się także przypadki synkretyzmu niektórych końcówek, związane ze zmianami fonetycznymi, szczególnie wypadnięciem wygłosowego /s/ i spółgłosek nosowych. Brak jest poświadczeń dla miejscownika i wołacza w liczbie mnogiej; rzadkie poświadczenia dla tego pierwszego w liczbie pojedynczej skłaniają badaczy do postrzegania go raczej jako archaizmu, niż żywej kategorii gramatycznej  .
Odmiana innych części mowy grupy imiennej jest zachowana tylko fragmentarycznie . Zaimki osobowe często występowały w formie klitycznej dołączanej do form czasownikowych. W inskrypcjach pojawiają się zaimki (przymiotniki) dzierżawcze (i)mon i to oraz formy wskazujące sosin, sosio, ison, isoc.

### Odmiana czasownika
Wiedza na temat galijskiej fleksji werbalnej jest ograniczona z powodu natury odnalezionych do tej pory tekstów w tym języku . Czasownik odmieniał się przez osoby, liczby, strony, czasy i tryby, ale rekonstrukcja pełnego paradygmatu jest niemożliwa. Kolejność morfemów fleksyjnych w tabeli jest chronologiczna, a znakiem zapytania oznaczono identyfikację niepewną.
| Osoba | Czas teraźniejszy | Czas teraźniejszy | Czas teraźniejszy | Czas teraźniejszy | Czas teraźniejszy | Czas przeszły             | Czas przeszły | Czas przyszły |
| Osoba | str. czynna       | str. czynna       | depon.            | depon.            | str. bierna       | str. czynna               | str. czynna   | str. czynna   |
| Osoba | l.poj.            | l.mn.             | l.poj.            | l.mn.             | l.mn.             | l.poj.                    | l.mn.         | l.poj.        |
| ----- | ----------------- | ----------------- | ----------------- | ----------------- | ----------------- | ------------------------- | ------------- | ------------- |
| 1.    | -u, -mi, -umi     |                   | -or               |                   |                   |                           |               | -sior?        |
| 2.    | -s                | -tes, -tis        |                   |                   |                   |                           |               |               |
| 3.    | -t                | -nt               | -toi?             | -ntor             | -ntir?            | -e, -u, -s, -t, -ai?, -i? | -us           | – (s)siet     |

Najlepiej poświadczone są końcówki trzecioosobowe we wszystkich czasach. Zidentyfikowano formy czasu teraźniejszego, przyszłego oraz stopniowo zlewające się ze sobą formy preteritum i imperfektu. Obserwuje się wykształcanie prefiksów dla oznaczenia aspektu dokonanego (ec- i ro-, oba znane także w językach wyspiarskich). Zdecydowana większość czasowników jest poświadczona w stronie czynnej albo ma charakter czasownika deponentnego, tzn. forma strony biernej występuje w znaczeniu czynnym; tylko jedną formę wstępnie zidentyfikowano jako faktycznie bierną (diligentir, tabliczka z Larzac). Poświadczone są formy dla trybu orzekającego, łączącego oraz rozkazującego . Zidentyfikowano natomiast niewiele form nieosobowych, przede wszystkim imiesłowów współczesnych czynnych.

### Liczebniki
Zidentyfikowano tylko dwa galijskie liczebniki główne: treis/tidres „3” i tricontis „30”. Dużo lepiej poświadczone są liczebniki porządkowe od 1. do 10., wszystkie zapisane w rachunkach garncarskich odnalezionych w La Graufesenque:
cintux[os] „pierwszy”
alos, allos „drugi”
tr[itios] „trzeci”
petuar[ios] „czwarty”
pinpetos „piąty”
suexos „szósty”
sextametos „siódmy”
oxtumeto[s] „ósmy”
namet[os] „dziewiąty”
decometos, decametos „dziesiąty”
W zlatynizowanej formie zachował się także liczebnik porządkowy 14.: petrudecameto, zdradzający zbliżoną do łacińskiej złożeniową naturę porządkowych liczebników z przedziału 11-19.

### Słowotwórstwo
Podstawową techniką słowotwórczą w języku galijskim jest afiksacja. Kompozycja jest szczególnie wyzyskiwana w antroponimii. Zidentyfikowano także przykład złożenia typu dvandva: teuoχtoni[o]n (dop.l.mn. „bogów i ludzi”).

## Składnia

### Szyk wyrazów
Trudno jest ustalić bazowy, nienacechowany szyk wyrazów w galijskim zdaniu z jednej strony ze względu na duże zróżnicowane poświadczonych struktur powierzchniowych, a z drugiej strony na pewną dowolność wynikającą z fleksyjności języka . W korpusie inskrypcji znajdują się zdania z orzeczeniem umieszczonym na początku, wewnątrz i na końcu wypowiedzenia. Bazowym szykiem zdania nie mógł być jednak typowy dla języków wyspiarskich VSO ze względu na brak poświadczeń takich zdań, w których, przy orzeczeniu na początku zdania, podmiot i dopełnienie byłyby wyrażone pełnymi grupami imiennymi. W istocie większość zdań o takiej budowie zawiera czasownik w trybie rozkazującym. Eska postuluje, że nienacechowanym szykiem zdania był szyk SVO, wyjaśniając jednocześnie wariacje w szyku z jednej strony działaniem tzw. „ograniczenia Vendryesa”, które wymuszało postpozycję klityk wobec czasownika lub ich powiązanie z pustą semantycznie partykułą (por. „Historia wewnętrzna”, powyżej i przykład 1, poniżej), a z drugiej możliwością opuszczenia zaimka osobowego w funkcji podmiotu (przykład 2). Glosy w przykładach rozpisano w oparciu o zasady tworzenia glos opracowane przez Instytut Antropologii Ewolucyjnej im. Maxa Plancka.
| (1) | to-me-declai                      | obalda    | natina           |
|     | PTCL-ja.ACC.1SG-postawić.PRT.3SG  | NP.NOM.SG | córka.DIM.NOM.SG |
|     | „Postawiła mnie córeczka Obalda.” |           |                  |
| (2) | regu-c                    | cambion     |
|     | prostować.PRS.1SG-CNJ     | giąć.VN.ACC |
|     | „Prostuję to, co zgięte.” |             |
Podobnie jak w łacinie, wyrazy określane stoją przed określającymi (3, 4). Grupy przyimkowe są wprowadzane przez przyimek (5).
| (3) | τοουτιоυς toutius      | ναμαυσατις namausatis |
|     | mieszkaniec.SING       | ADJ.SING.             |
|     | „Mieszkaniec Nemausus” |                       |
| (4) | nata                           | vimpi           | cvrmi       | da[e]       |
|     | dziewczyna.VOC.SG              | piękny.F.VOC.SG | piwo.ACC.SG | dać.IMP.2SG |
|     | „Piękna dziewczyno, piwa daj.” |                 |             |             |
| (5) | in         | alixie        |
|     | PREP       | Alezja.LOC.SG |
|     | „w Alezji” |               |

### Zdania złożone podrzędnie
Zdanie podrzędne przydawkowe w zdaniu złożonym zachowuje się podobnie jak przydawka i również zazwyczaj następuje po segmencie określanym. Relację podrzędności oznacza nieodmienna partykuła io, którą dołącza się do orzeczenia w zdaniu podrzędnym (6). Partykuły tej używa się także w zdaniach odpowiadających znaczeniowo polskim konstrukcjom z bezokolicznikiem (7), której to formy języki celtyckie nie znają.
| (6) | gobedbi                                     | dugijont-io             | ucuetin   | in   | alisija |
|     | kowal.DAT.PL                                | służyć.3PL.PRS.ACT-PTCL | NP.ACC.SG | PREP | NP.INS  |
|     | „kowalom, którzy służą Ucuetinowi w Alezji” |                         |           |      |         |
| (7) | scrisu-mi-[i]o   | uelor          |
|     | pluć-ja.NOM-PTCL | chcieć.1SG.PRS |
|     | „Chcę splunąć.”  |                |

### Klityki
Zaimki osobowe w języku galijskim przyjmują formę klityk, jak ukazują przykłady (1) i (7), powyżej. O ile formy zależne, jak w (1), nie budzą wątpliwości, o tyle formy podmiotu często interpretuje się także jako końcówki fleksyjne – dotyczy to szczególnie form: -mi, która może kontynuować pie. formy atematyczne. Zaimki podmiotowe mi, tu oraz id zdają się także funkcjonować jak partykuły wzmacniające (8), w sposób zbliżony do znanych np. z języka staroirlandzkiego notae augentes. Elementy klityczne czasem powtarzano, być może wskutek braku własnego akcentu i tym samym zanikania w mowie.
| (8) | a. | dessu-mí-ís                            |
|     |    | przygotować.1SG.PRS-ja.EMP.NOM-oni.ACC |
|     |    | „Ja ich przygotowuję.”                 |
|     | b. | buet-id                                |
|     |    | być.3SG.PRS.SUBJ-ono.EMP.NOM           |
|     |    | „Niech się stanie.”                    |

### Kongruencja
Odnaleziony materiał źródłowy pozwala stwierdzić, że galijski pod względem kongruencji nie odstaje od innych języków indoeuropejskich z podobnie rozwiniętą fleksją. Przymiotniki i rzeczowniki w jednej frazie uzgadniane są pod względem przypadku, liczby i rodzaju. Orzeczenie uzgadnia się z podmiotem pod względem liczby i osoby. Chociaż w późnych inskrypcjach pojawiają się pewne zaburzenia tego stanu rzeczy, wynikają one najczęściej z synkretyzmu końcówek, wywołanego zmianami fonetycznymi zachodzącymi w wygłosie wyrazu .

## Sposoby zapisu
Literatura Galów miała charakter ustny, a wiedza druidzka objęta była tabu, wyrażonym między innymi zakazem spisywania. Z tego powodu nie wykształciło się żadne pismo specyficznie galijskie – ze względów praktycznych ludność galijskojęzyczna korzystała z zaadaptowanych do własnych potrzeb alfabetów sąsiadów: Etrusków, Greków i Rzymian.
| Litera       | A    | E    | Z            | Θ   | I      | K   | L | M | N | O    | P   | Ś            | R | S | T   | U      | X   |
| Transkrypcja | A    | E    | Z            | Θ   | I      | K   | L | M | N | O    | P   | Ś            | R | S | T   | U      | X   |
| Wartość fon. | a(ː) | e(ː) | tau gallicum | t d | i(ː) j | k g | l | m | n | o(ː) | p b | tau gallicum | r | s | t d | u(ː) w | x ɣ |

Północne warianty pisma etruskiego były stosowane do zapisu inskrypcji lepontyjskich i przedalpejskich od VI do I w. p.n.e. Sam alfabet jest poznany fragmentarycznie i wykazuje tendencje rozwojowe zbliżone do pism iberyjskich. Długość samogłoski, rozróżnienie między samogłoskami i półsamogłoskami i opozycja dźwięczności nie były oznaczane. Wprowadzenie znaków  i  służyło rozróżnieniu spółgłosek zwartych pod względem dźwięczności, ale nie było konsekwentne . Litery  i  pojawiały się w pozycjach, w których spodziewanym efektem zmian fonetycznych jest tau gallicum, co sugeruje, że być może posiadało ono dwie odmienne, ale mimo wszystko akustycznie bliskie realizacje, które zlały się w późniejszych epokach. Podobnie wygląda zapis tego dźwięku w alfabecie greckim.
| Litera       | Α    | Β | Γ | Δ | Δ            | Ε    | Η | Θ            | Ι      | Κ | Λ | Μ | Ν | Ξ      | Ο | Π | Ρ | Σ | Τ | Χ    | Ω       | ΑΥ | ΕΙ | ΟΥ     | ΩΥ |
| Transkrypcja | a ā  | b | g | d | d            | e ē  | e | d, θ         | i ī    | k | l | m | n | xs, χs | o | p | r | s | t | x, χ | o ō ou  | au | ī  | u ū    | ou |
| Wartość fon. | a(ː) | b | g | d | tau gallicum | e(ː) | e | tau gallicum | i(ː) j | k | l | m | n | xs     | o | p | r | s | t | x    | o(ː) ou̯ | au̯ | iː | u(ː) w | ou̯ |

Inskrypcje w alfabecie greckim ograniczone są do południowo-wschodniej Francji, przede wszystkim doliny i delty Rodanu, i reprezentują lokalny wariant dialektu zaalpejskiego. Podobnie jak w grece, i tu pojawia się rozróżnienie samogłosek pod względem długości, chociaż brakuje konsekwencji: grafemy stosowane do zapisu samogłosek długich niejednokrotnie zastosowano do oznaczenia samogłosek krótkich. Konsekwentne jest za to rozróżnienie spółgłosek dźwięcznych i bezdźwięcznych. Części greckich liter – szczególnie tych stosowanych do zapisu grup spółgłoskowych – nie używano, ponieważ galijska fonotaktyka nie pozwalała na takie kombinacje dźwięków. Wyjątkiem jest Ξ, które regularnie oznacza grupę [xs]. Część badaczy zwraca uwagę na możliwe szersze zastosowanie alfabetu greckiego – świadczą o tym wzmianki u autorów rzymskich, według których był on w codziennym użytku.
| Litera       | A a  | B b | C c | D d | Δ δ          | E e  | G g | I i    | J j    | L l | M m | N n | O o  | P p | R r | S s | T t | U u    | X x    |
| Wartość fon. | a(ː) | b   | k   | d   | tau gallicum | e(ː) | g   | i(ː) j | i(ː) j | l   | m   | n   | o(ː) | p   | r   | s   | t   | u(ː) w | x (ɣ)? |

Jeśli chodzi o alfabet łaciński, poświadczone są zarówno inskrypcje zapisane kapitałą, jak i kursywą. Podobnie jak w łacinie, kapitały używano do wykuwania inskrypcji w kamieniu . Treści zapisywane kursywą pojawiają się na innych materiałach, takich jak ołowiane tabliczki czy wyroby ceramiczne. Kursywa była pismem odręcznym i służyła do codziennego użytku, co stwarza problemy w odcyfrowywaniu zapisanych nią tekstów galijskich – poszczególne litery przybierają odmienne kształty w zależności od autora, materiału i wieku inskrypcji. Sam zapis odzwierciedla część zmian fonetycznych, które miały miejsce w dobie średniej i młodszej, takich jak np. lenicja. W inskrypcjach często pojawia się tzw. i longa, która, o ile w przypadku języka łacińskiego służyła do zapisu dźwięku /j/, o tyle w języku galijskim zdaje się być wariantem zwykłego i .

## Słownictwo
W oparciu o zachowane inskrypcje i materiał onomastyczny zidentyfikowano około 1000 leksemów galijskich, postuluje się także leksemy rekonstruowane w oparciu o zapożyczenia w łacinie i innych językach. Wyłączając nazwy własne, niewiele jest zapożyczeń, chociaż im młodsza jest inskrypcja, tym więcej pojawia się przykładów na galijsko-łaciński code switching. Galijski był raczej językiem, z którego zapożyczano, niż zapożyczającym; mimo że szczególnie dużo zapożyczeń galijskich pojawiło się przede wszystkim w wariantach łaciny ludowej używanych na terenie dzisiejszej Francji, część z nich rozprzestrzeniła się po całym obszarze Cesarstwa Rzymskiego i przetrwała do dziś w wielu językach romańskich. W warstwie zapożyczonej słownictwa galijskiego są przede wszystkim elementy toponimiczne i antroponimiczne, a także patronimiczny sufiks -alo- obecny w tekstach lepontyjskich, który wiąże się z retyckim dopełniaczem. Identyfikacja materiału leksykalnego ma duży wpływ na rekonstrukcje języka praceltyckiego, prowadzone w różnych europejskich ośrodkach naukowych.

### Antroponimia
Zachowany zarówno dzięki źródłom bezpośrednim, jak i pośrednim, materiał antroponimiczny języka galijskiego jest bogaty. Zachowane imiona osobowe są jedno- lub dwutematowe, podobnie jak w antroponimii germańskiej i słowiańskiej, np. Albiorix „władca świata” < pcelt. *albiyo- + *rīg-, Bardomagus „wielki poeta” < pcelt. *bardo- + *magus, Birrus „ten niski” < pcelt. *birro-, Suausia „ta, która dobrze słyszy” < pcelt. *su- + *awsiyo-. Podobnie jak w onomastyce germańskiej, częste są przeniesienia nazw zwierząt jako metafor dla cech ludzkich (np. Boduus „wrona” < pcelt. *bodwo-). Znaczenie części imion sugeruje, że musiały one pierwotnie funkcjonować jako cognomen, przezwisko lub tytuł . Przykładem takiego imienia jest Wercyngetoryks „wielki władca wojowników, władca wielkich wojowników” < pcelt. *uφor- „nad” + *kenget- „wojownik” + *rīg- „władca”.
Zachowane inskrypcje, szczególnie – z tytułu swojej funkcji – tabliczki złorzeczące, dają wgląd w budowę galijskiego określenia osoby, które zbudowane było z imienia właściwego i „nazwiska” patronimicznego, którego forma ewoluowała z czasem. Najbardziej podstawowa forma patronimiku to imię ojca w dopełniaczu (Doiros Segomari). W inskrypcjach lepontyjskich pojawia się sufiks patronimiczny -alo-, jego użycie zawężone jest do obszaru Galii Przedalpejskiej (Tanotalos). Patronimik był czasem uzupełniony o rzeczownik pospolity oznaczający pokrewieństwo (zachowane są wyłącznie nazwy żeńskie z duxtir „córka”; spodziewane nazwy męskie z *mapos „syn” nie są poświadczone). Wraz z romanizacją obszarów galijskojęzycznych upowszechniały się rzymskie wzorce nazw osobowych, często złożone zarówno z elementów pochodzenia łacińskiego, jak i galijskiego.